# Star Hawks
Star Hawks est un comic strip de science fiction créé par Ron Goulart et Gil Kane le 3 octobre 1977. Le scénario fut par la suite assuré par Archie Goodwin. Le strip s'arrêta le 2 mai 1981.

## Historique de publication
Au début des années 1970, Ron Goulart et Gil Kane se rencontrent et deviennent amis. Sur les conseils de Kane, Goulart contacte Marvel Comics qui l'engage comme scénariste. Après quelques années chez Marvel, Goulart se lasse de ce travail et quand il rencontre, grâce à Gill Fox, le responsable de la Newspaper Enterprise Association John Fairfield il se propose pour scénariser des comic strips. Fairfield lui propose alors d'écrire un récit de science fiction. Goulart suggère alors que le dessinateur du strip soit Gil Kane. Goulart et Kane vont alors préparer la série Star Hawks mais ce travail est inutile car la NEA ne donne pas suite à la proposition des deux auteurs. Heureusement, en 1977 sort Star Wars, épisode IV : Un nouvel espoir et la NEA rappelle Goulart et Kane pour lancer Star Hawks en surfant sur la vague Star Wars. Après quelques modifications faites par Kane et Goulart et après que la NEA s'est assuré de la diffusion de ce strip, le premier épisode est publié le 3 octobre 1977. Le format est inhabituel pour un strip car la hauteur est deux fois plus importante que celle habituelle. Les journaux seront d'ailleurs souvent gênés par ce format.
En 1977, Gil Kane est récompensé par un Reuben Award pour son travail sur Star Hawks. En 1979, Gil Kane est victime d'une colique hépatique qui l'oblige à être hospitalisé loin de sa table à dessin. En attendant qu'il se remette il demande à Ernie Colon et Howard Chaykin  de le remplacer. Chacun travaille deux mois sur le strip avant que Kane ne revienne en 1979. Cette même année  John Fairfield est remplacé et Ron Goulart est écarté du strip par le nouvel éditeur. Il est remplacé par Archie Goodwin dont le premier scénario apparaît le 30 avril 1979. Le 30 juillet 1979, le strip doit prendre la taille habituelle avec une hauteur diminuée de moitié. Le 3 février 1980 est publiée la dernière planche dominicale. Les soucis ne s'arrêtent pas là puisque Goodwin quitte le strip et son dernier scénario est celui du 16 août 1980. Il est remplacé par Roger McKenzie puis Roger Stern. Le 2 mai 1981, le strip est définitevement arrêté.

## Récompense
- Prix Reuben du meilleur strip non-humoristique en 1977[3]

## Rééditions
La série a été plusieurs fois réimprimée
- Format Paperback par Ace/Tempo Books
- format large par Blackthorne
- format comic book par plusieurs éditeurs
- Reprise dans le magazine Amazing Heroes en 1982
- Intégrale en 2004 par Hermes Press
- Intégrale en 3 volumes en 2017 chez IDW